# Alan Messer
Alan Messer, född 1951, är en engelsk fotograf,  känd för sina fotografier på musiker. Messer köpte sin första kamera 1958, en Kodak Brownie 127; han ville dokumentera sin familj och miljön runt Englands sydöstra kust där han växte upp. Han träffade sin blivande arbetsgivare, när hans far anlitade den då kände musikfotografen Dezo Hoffmann, för att fotografera pojkkläder som han tillverkade i sitt skrädderi.  
Messer gillade inte skolan, och 1967 fick han jobb på Dezo Hoffmanns studio i London. En vecka senare var han assistent på en fotografering av Jimi Hendrix för ett tidningsomslag. Inom några veckor hade han en framsida av Manfred Mann, som marknadsförde sin nya singel "Mighty Quinn", och sedan Beatles som poserade för sin filmkampanj till  Yellow Submarine.
Under 1970-talet fotograferade Messer många kända band och artister i sin studio i London. År 1978 flyttade han till Nashville och öppnade en studio, där han fortfarande är verksam 